# Léa Jarry
Léa Jarry est une auteure-compositrice-interprète québécoise née le 12 novembre 1989 à Baie-Saint-Paul.

## Biographie
À 17 ans, Léa Jarry quitte son village natal de Baie-Saint-Paul pour s'établir à Montréal et faire ses études en musique. Elle est diplômée de l'UQÀM en chant.
Avant de se concentrer sur son projet musical personnel, Léa a  cumulé les contrats comme choriste pour Gregory Charles et En direct de l'univers, à la télé et dans les  comédies musicales, dont Kabaret, présenté à l'été 2018 au Théâtre de St-Sauveur.
En 2019, Léa attire l’attention de Rosemarie Records avec une vidéo publiée sur Instagram et signe son premier contrat de disque.
En mai 2019, elle lance Entre temps, un mini-album de quatre titres originaux francophones country-folk unique et personnel  sur lequel elle travaillait depuis six ans. Le EP est co-réalisé avec le nouveau membre de Kaïn et multi-instrumentiste John-Anthony Gagnon-Robinette.
En novembre 2019, elle lance une composition de Noël intitulée Mémoire de l'essentiel. Le 17 décembre 2020, elle offre un concert de Noël virtuel présentant la chanson et des reprises, au bénéfice de La Guignolée des médias.
Grande gagnante du prix Auteure-compositrice de l’année Socan du Gala Country 2020, Léa propose un tout premier album complet intitulé L’heure d’été le 23 octobre 2020. Grandement influencée par les sonorités pop country des artistes comme Kacey Musgraves et Maren Morris, Léa nous dévoile sa nostalgie heureuse avec une douceur bienveillante à travers 10 chansons.
Pour son lancement, Léa performe les pièces de son nouvel album avec un spectacle virtuel à grand déploiement au Stade de Saint-Tite, diffusé le 26 octobre en partenariat avec le Festival western de St-Tite, LASSO, Le Festif, Monde de Stars et plusieurs autres. Sa prestation cumule aujourd’hui plus de 250 000 visionnements sur Facebook et YouTube.
En septembre 2021, Léa Jarry obtient deux premières nominations à l'ADISQ, dans les catégories Révélation de l'année et Album country de l'année. Elle a aussi offert une performance au Gala du dimanche dans un numéro country aux côtés de Irvin Blais, Guylaine Tanguay et Alex Burger.

## Prix et distinctions
Son premier EP, Entre Temps, lui vaut une nomination aux GAMIQ dans la catégorie EP Folk de l’année et 3 nominations au 8e Gala Country. Elle se voit remettre le prix Auteure-compositrice de l’année Socan du Gala Country 2020.
En 2021, dans le cadre de sa participation aux Escales en chansons du Festival de la chanson de Petite-Vallée, elle remporte le prix Québecor pour l’utilisation de la langue comme matériau pour écrire une chanson.
Léa Jarry a remporté le prix Album ou EP country de l'année aux Gamiq 2021.
En 2024, son album Comme avant lui vaut une nomination à l'ADISQ dans la catégorie Album de l'année - Country.